# Larry Drake
Larry Richard Drake (Tulsa, Oklahoma, Estados Unidos; 21 de febrero de 1950-Hollywood, California, Estados Unidos; 17 de marzo de 2016) fue un actor, actor de doblaje, director, docente y comediante estadounidense. Es conocido por sus papeles en series como L.A. Law y Tales from the Crypt, y en las películas Darkman y su secuela Darkman II: The Return of Durant, y en Dr. Giggles. También por ser la voz de Pops en Johnny Bravo.

## Biografía
Nacido en Oklahoma, Estados Unidos el 21 de febrero de 1950, era hijo de Raymond John Drake (1914-2005), un ingeniero de dibujo de una empresa petrolera, y Lorraine Ruth (de soltera Burns), una ama de casa. Se graduó en la Tulsa Edison High School y obtuvo su Licenciatura en Bellas Artes en la Universidad de Oklahoma. Originariamente había estudiado para ser profesor. Además de actuar, Drake tenía pasión por el cine clásico y también disfrutaba de la lectura y la música de big band. En sus últimos años se dedicó a la docencia actoral.

## Carrera
Drake es recordado sobre todo por su interpretación de Benny Stulwicz un oficinista con discapacidades mentales en la serie L.A. Law, desde 1987 hasta el final del programa en 1994, por el que ganó dos veces el Premio Primetime Emmy como mejor actor de reparto en una serie dramática, en 1988 y 1989. Regresó al papel de Benny en L.A. Law: The Movie, que se emitió en NBC en 2002. En una entrevista de 1989 con The Associated Press, Drake dijo que retrató a Benny no como un estereotipo, sino como un hombre con una amplia gama de emociones. "Y eso parece sorprender a la gente, que (esos) personajes pueden sentir tanto como sienten, y notar tanto como notan", dijo.
Apareció en numerosos papeles en cine y televisión, incluyendo Time Quest, Dark Asylum, Paranoid, Bean, Overnight Delivery, The Beast, The Journey of August King, Murder in New Hampshire, Dr. Giggles, The Taming of the Shrew, American Pie 2, [10] y la cinta de terror Dark Night of the Scarecrow. Drake proporcionó la voz de Pops en la serie animada de Johnny Bravo. En 2007, coprotagonizó Gryphon, una película original de Sci-Fi Pictures. Uno de los papeles en cine en los que se lució fue como el villano Robert G. Durant en Darkman: El hombre sin rostro, protagonizado por Liam Neeson; papel que repitió en su secuela Darkman II: El regreso de Durant. Uno de los papeles que lo hicieron mayormente conocido fue la del horripilante psicópata vestido de Santa Claus para uno de los episodios de Tales from the Crypt titulado "And All Through the House" ("Y por toda la casa", en español) junto a Mary Ellen Trainor.
Para televisión trabajó también como director  en la película Oh, Henry! en 1989, que él protagonizó junto a Marian Mercer.

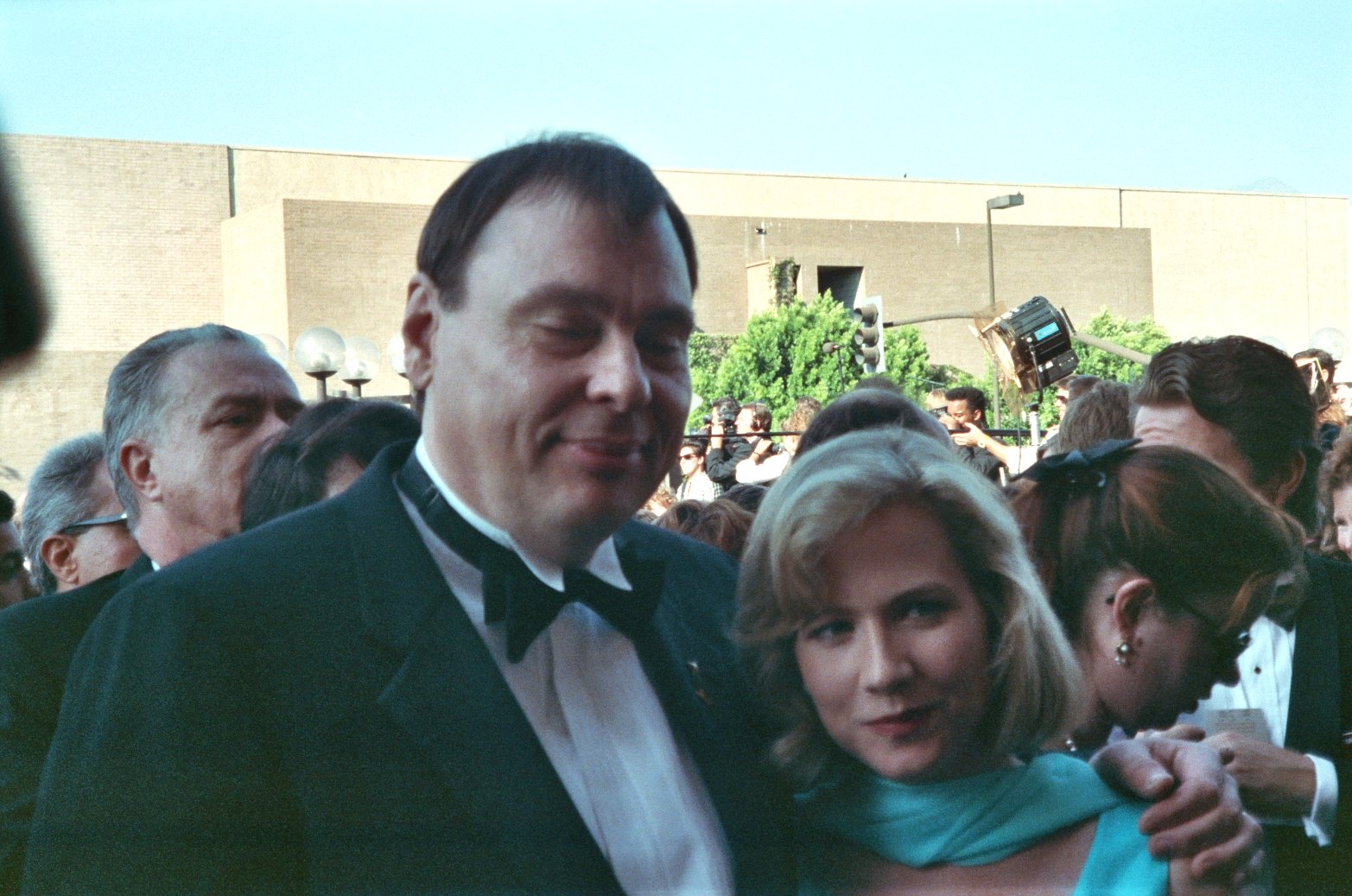
Larry Drake junto a su exesposa Ruth en la premier de los Premios Emmy en 1990.

Sobre los papeles de villanos por las que generalmente era recurrido comentó en una entrevista: "Los personajes malvados suelen ser más memorables para el público porque no los ves todos los días. Lo que sí ves son personas que intentan arreglárselas y ser socialmente aceptables y seguir la mayoría de las reglas. Quiero decir, nadie frena en la autopista cuando las cosas van bien. Reducen la velocidad cuando hay un accidente, para ver si pueden ver algo de sangre. Nadie informa cosas buenas en las noticias, informan cosas malas. La mala noticia es más distintiva, nos sorprende".

## Vida privada
Drake estuvo casado desde 1989 hasta 1991 con Ruth de Sosa, una actriz y productora conocida por sus papeles en The Young Indiana Jones Chronicles y Planes, Trains and Automobiles . En 2008 estuvo en pareja con la rusa Marina Drujko hasta 2009.

## Fallecimiento
El 17 de marzo de 2016, el actor Larry Drake fue encontrado muerto en su casa de Los Ángeles, a la edad de 66 años, mientras dormía por su amigo Charles Edward Pogue. Su mánager, Steven Siebert, informó que el actor corpulento tuvo algunos problemas de salud en los meses previos a su muerte relacionada con su peso. Más tarde se informó que padecía una forma poco común de cáncer en la sangre que hacía que ésta se espesara.

## Filmografía
| Año  | Película                                              | Personaje                                | Nota                                                     |
| ---- | ----------------------------------------------------- | ---------------------------------------- | -------------------------------------------------------- |
| 1971 | This Stuff'll Kill Ya!                                | Bubba                                    |                                                          |
| 1975 | Trucker's Woman                                       | Joe 'Diesel Joe'                         |                                                          |
| 1976 | The Electric Chair                                    | Courtroom Observer                       | No acreditado                                            |
| 1976 | Date with a Kidnapper                                 | Asistente de hogar                       |                                                          |
| 1978 | The Seniors                                           | Instalador de señales del bus            | No acreditado                                            |
| 1980 | The Big Brawl                                         | Primer juez                              |                                                          |
| 1981 | The White Lions                                       | Fiske                                    |                                                          |
| 1981 | Dark Night of the Scarecrow                           | Bubba Ritter                             | Película para televisión                                 |
| 1983 | The Taming of the Shrew                               | Baptista                                 | Cortometraje                                             |
| 1984 | The Karate Kid                                        | Yahoo #1 en la playa                     |                                                          |
| 1986 | The Ladies Club                                       | Segundo policía                          |                                                          |
| 1988 | For Keeps                                             | Night Clerk                              |                                                          |
| 1988 | Too Good to Be True                                   | Glen Robie                               | Película para televisión                                 |
| 1989 | Oh, Henry!                                            | Henry                                    | Película para televisión                                 |
| 1990 | Darkman                                               | Robert G. Durant                         | Nominado - Premio Saturn Award al Mejor Actor de Reparto |
| 1991 | Murder in New Hampshire: The Pamela Wojas Smart Story | Mark Sisti                               | Película para televisión                                 |
| 1992 | Dr. Giggles                                           | Dr. Evan Rendell Jr. / Dr. Giggles       |                                                          |
| 1992 | Blind Geronimo and His Brother                        |                                          |                                                          |
| 1994 | One More Mountain                                     | Patrick Breen                            | Película para televisión                                 |
| 1995 | Darkman II: The Return of Durant                      | Robert G. Durant                         | Directo a video                                          |
| 1995 | The Journey of August King                            | Olaf Singletary                          |                                                          |
| 1996 | The Beast                                             | Lucas Coven                              | Película para televisión                                 |
| 1997 | Bean                                                  | Elmer                                    |                                                          |
| 1998 | Overnight Delivery                                    | Hal Ipswich                              |                                                          |
| 1998 | Paranoia                                              | Calvin Hawks                             |                                                          |
| 1998 | The Treat                                             | Ray                                      |                                                          |
| 1999 | Inferno                                               | Ramsey Hogan                             |                                                          |
| 1999 | Durango Kids                                          | Dudley                                   |                                                          |
| 2000 | Runaway Virus                                         | Dr. Griggs                               | Película para televisión                                 |
| 2000 | Time of Her Time                                      | Dr. Joyce                                |                                                          |
| 2000 | Timequest                                             | J. Edgar Hoover                          |                                                          |
| 2001 | American Pie 2                                        | Padre de Natalie                         |                                                          |
| 2001 | Dark Asylum                                           | 'The Trasher'                            |                                                          |
| 2002 | L.A. Law: The Movie                                   | Benny Stulwicz                           | Película para televisión                                 |
| 2002 | Spun                                                  | Dr. K.                                   |                                                          |
| 2005 | Jenny Says                                            | Dr. Weinhouse                            | Cortometraje                                             |
| 2005 | I Will Avenge You, Iago!                              | El guardian                              |                                                          |
| 2005 | Officer Down                                          | Capitán Raymond Taggart                  | Película para televisión                                 |
| 2005 | Mrs. Harris                                           | Harris, psiquiatra del equipo de defensa | Película para televisión                                 |
| 2006 | Living the Dream                                      | Richard                                  |                                                          |
| 2006 | Love Hollywood Style                                  | Walter                                   |                                                          |
| 2006 | National Lampoon's Dorm Daze 2                        | Dean Dryer                               |                                                          |
| 2007 | Gryphon                                               | Armand, el hechicero                     |                                                          |
| 2008 | Pathology                                             | 'Gordo bastardo'                         |                                                          |
| 2009 | Green Lantern: First Flight                           | Ganthet                                  | Directo a video                                          |
| 2009 | Dead Air                                              | Vernon                                   |                                                          |
| 2016 | The Secrets of Emily Blair                            | John Doe                                 | Último papel para cine                                   |

## Televisión
| Año       | Serie                         | Personaje                   | Nota |
| --------- | ----------------------------- | --------------------------- | --- |
| 1983      | American Playhouse            | Convocante / Homer          | Episodio: The Skin of Our Teeth |
| 1983      | Hardcastle and McCormick      | Jesse Roberts               | Episodio: "Just Another Round of That Old Song" |
| 1986      | Code of Vengeance             | Jack Fergusen               | Episodio: "Rustler's Moon" |
| 1987      | Hunter                        | Kirkland                    | Episodio: "Hot Pursuit, Part 2" |
| 1987–1994 | L.A. Law                      | Benny Stulwicz              | 143 episodes Premio Primetime Emmy al mejor actor de reparto en una serie dramática (1988–1989) Viewers for Quality Television Award Premio al mejor actor de reparto en una serie dramática de calidad (1988-1989) Nominado - Premio Globo de Oro al Mejor Actor de Reparto - Serie, Miniserie o Película para Televisión (1989-1990, 1992 ) Nominado - Premio Primetime Emmy al mejor actor de reparto en una serie dramática (1990) |
| 1989      | Tales from the Crypt          | Santa asesino               | Episodio: "And All Through the House" |
| 1990      | Tales from the Crypt          | Tobias                      | Episodio: "The Secret" |
| 1995      | The Outer Limits              | Robert Vitale               | Episodio: "The Message" |
| 1995      | The Naked Truth               | Dr. Bryce Fromm             | Episodio: "Elvis Is Coming!" |
| 1996      | Superman: The Animated Series | Sr. Eelan                   | Episodio: "My Girl" |
| 1997      | Spy Game                      | Leo Ludwig                  | Episodio: "Well, Nothing to Fear but Death Itself" |
| 1997      | Dead Man's Gun                | Samuel 'Buryin' Sam' Roller | Episode: "Buryin' Sam" |
| 1998      | Prey                          | Dr. Walter Attwood          | 14 episodios |
| 1998      | Fantasy Island                | Bill Terken                 | Episodio: "Estrogen" |
| 1999      | Batman Beyond                 | Jackson Chappell            | Episodio: "The Winning Edge" |
| 1999–2004 | Johnny Bravo                  | Pops                        | 34 episodios |
| 2000      | The Fearing Mind              | Oficial de policía Hooper   | Episodio: "On the Road" |
| 2000      | Star Trek: Voyager            | Chellick                    | Episodio: "Critical Care" |
| 2001      | Stargate SG-1                 | Burrock                     | Episodio: "Beast of Burden" |
| 2001      | Thieves                       | Robert Ventana              | Episodio: "The Long Con" |
| 2002      | As Told by Ginger             | Dr. Weinstein               | Episodio: "Never Can Say Goodbye" |
| 2002      | Six Feet Under                | Inspector Gerson            | Episodio: "The Last Time" |
| 2002      | A Nero Wolfe Mystery          | Hackett                     | Episodio: "Help Wanted, Male" |
| 2002      | Firefly                       | Sir Warwick Harrow          | Episodio: "Shindig" |
| 2003      | Crossing Jordan               | Tom                         | Episodio: "Wild Card" |
| 2003      | Justice League                | Colonel Vox                 | Episodio: "Maid of Honor" Parts 1 & 2 |
| 2004      | What's New, Scooby-Doo?       | Moss T. Meister             | Episodio: "Recipe for Disaster" |
| 2006      | 7th Heaven                    | Mr. Riley                   | Episodio: "And More Secrets" |
| 2008      | Boston Legal                  | Bishop Luke Bernard         | Episodio: "The Gods Must Be Crazy" |